# Кашівка
Каші́вка — село в Україні, у Велицькій сільській територіальній громаді Ковельського району Волинської області. Населення становило 308 осіб у 2020 році.

## Географія
Селом протікає річка Стохід.

## Історія
У 1906 році містечко Велицької волості Ковельського повіту Волинської губернії. Відстань від повітового міста 45 верст, від волості 8. Дворів 115, мешканців 669.
- 1631, 6 лютого. Містечко Кошовгород (сучасна Кашівка), власність шляхтича Яна Кошовського, отримує від короля Сигізмунда III привілей на магдебурзьке право.
- червень 1941[3]. Відбувались бої військ 22-го механізованого корпусу (41-ша танкова та 215-та моторизована дивізії) спільно з частинами 15-го стрілецького корпусу, 1-м дивізіоном бронепоїздів та 289-м гаубичним артилерійським полком РГК після відходу з району Ковеля, які тримали оборону на рубежі Малий Обзир, Бережниця, Кашівка.

## Населення
Згідно з переписом УРСР 1989 року чисельність наявного населення села становила 489 осіб, з яких 242 чоловіки та 247 жінок.
За переписом населення України 2001 року в селі мешкало 458 осіб.

### Мова
Розподіл населення за рідною мовою за даними перепису 2001 року:
| Мова       | Відсоток |
| ---------- | -------- |
| українська | 99,13 %  |
| російська  | 0,87 %   |

## Структури
- загальноосвітня школа І ступеню
- підрозділ місцевої пожежної команди

## Події
- 14 березня 2013 року учні загальноосвітньої школи 1 ступеня розпочали навчальний семестр у реконструйованому приміщенні сільської школи. Навчальний заклад модернізували в рамках мікропроєкту Програми розвитку Організації Об'єднаних Націй (ПРООН).